# Leif Højbjerg
Leif Højbjerg (født 21. maj 1939, død 19. september 2016) var en dansk kommunalpolitiker, der fra 1989 til 1997 var borgmester i Løgstør Kommune, valgt for Socialdemokratiet.
Leif Højbjerg var uddannet lærer og arbejdede på Løgstør Skole, da han i 1989 blev valgt til byrådet og tilmed vandt borgmesterposten. Han blev genvalgt som borgmester i 1993, men tabte magten til Venstre i 1997.
Efter at have været borgmester vendte han tilbage til Løgstør Skole, hvorfra han gik på pension i 2003.